# Schultz Has the Smallpox
Schultz Has the Smallpox è un cortometraggio muto del 1911 prodotto dalla Lubin Manufacturing Company. Il nome del regista non viene riportato nei credit del film.

## Trama
Schultz non sa parlare bene l'inglese e la sua pronuncia terribile provoca malintesi a non finire: una "piccola scatola" (small box) si trasforma in "vaiolo" (o "schmall pox", come dice lui), mettendo in allarme tutti quelli ai quali confida di avere lo schmallpox. Poliziotti, impiegati, passanti, clienti... tutti si tengono alla larga da lui, scansandolo; finché i medici non gli spiegano l'equivoco.

## Produzione
Il film fu prodotto dalla Lubin Manufacturing Company.

## Distribuzione
Distribuito dalla General Film Company, il film - un cortometraggio di 120 metri - uscì nelle sale statunitensi il 16 febbraio 1911. Il film è stato distribuito utilizzando il sistema dello split reel assieme alla commedia Getting Even, anch'essa prodotta dalla Lubin.